# Hanbok
Ne doit pas être confondu avec Hanhok.
Le hanbok (한복, hanbok - 韓服 en caractères hanja)) est un vêtement traditionnel coréen. Aussi appelé joseonot (조선옷) en Corée du Nord, il est le costume traditionnel de la péninsule de Corée. Son nom signifie littéralement « vêtement coréen ». Il est caractérisé par des couleurs vives et des lignes simples. De nos jours, il se porte uniquement pour des occasions particulières : mariage, etc.

## Histoire

Accessoires des hanbok

Le hanbok existerait depuis des milliers d'années d'après des fresques de tombes datant du royaume de Koguryo (37 av. J. C. – 668) et aurait été introduit par les nomades scytho-sibériens. De manière générale les femmes et les hommes portaient le même vêtement. L'habit de l'homme était constitué d'une veste et d'un pantalon, tandis que celui des femmes comportait une veste et une jupe. La couleur du haut était toujours différente de celle du bas. On remarque également que les couleurs et la coupe du hanbok différaient selon le statut social de l'individu qui le portait. Des bandes de tissu sombre servaient à souligner les courbes du corps dans l'espace de façon à faire ressortir la personne. Jusqu'aux royaumes contemporains de Baekje (18 av. J. C.  660) le costume traditionnel n'a pas beaucoup évolué. 
Depuis la période des Trois Royaumes de Corée (jusqu'au VIIe siècle apr. J.-C.) le design de base du hanbok a très peu changé. Par ailleurs de nombreuses influences étrangères sont venues modifier des détails de l'habit coréen le rendant toujours plus complexe. Ceci étant, la modification la plus significative est venue de l'empire Mongol au XIIIe siècle. Après la période de la dynastie de Goryeo (918–1392), la princesse mongole qui s'était mariée et avait intégré la famille royale coréenne n'a pas manqué de véhiculer la mode mongole dans tout le pays, aussi bien pour les habits de fête que pour les habits communs. 
À partir de la dynastie  de Joseon et en particulier durant le XVIe siècle, le hanbok est devenu un véritable phénomène de mode propagé par les dames de la cour royale. On note des changements de couleurs, toujours plus vives, et de taille, en particulier concernant la veste de la femme, qui au fil des périodes est devenue de plus en plus courte telle un boléro. La jupe était alors portée au niveau de la poitrine (au-dessus ou en dessous). Une nouvelle sorte de hanbok plus légère et pratique a vu le jour afin de faciliter son port durant les journées de travail et lors des périodes de forte chaleur. Ainsi le hanbok est encore porté de nos jours, et sans cesse actualisé de façon à suivre les tendances dans un pays qui sait allier modernité et traditions.
La coutume du costume coréen : connaissances, savoir-faire et pratiques sociales traditionnels en République populaire démocratique de Corée' est inscrit sur la liste représentative du patrimoine culturel immatériel de l'humanité par l'UNESCO en 2024 au bénéfice de la Corée du Nord.

## Caractéristiques

### Description générale
Avec l'arrivée du confucianisme de la dynastie de Joseon, de nouvelles valeurs ont été créées avec l'apport de ce courant de pensée diffèrent de celui plus traditionnel de la période Koryo qui l'a précédée. On constate la mise en place de codes vestimentaires plus conformistes ayant pour but de permettre de différencier clairement la famille royale, l’aristocratie et le peuple les uns des autres. Mais le hanbok devient aussi porteur de valeurs fondamentales de la société du fait que la manière de le porter doit montrer l'intégrité chez les hommes et la chasteté chez les femmes. En hiver, le hanbok était simple et élégant, favorisant les couleurs unies et vives. Il était également fourré de coton ou orné de fourrure afin de protéger du froid. Pour les saisons plus chaudes, le tissu utilisé est plus léger, la plupart du temps de la soie ou du coton, Les hanboks étaient alors principalement blancs ou de couleurs claires.

### Femmes

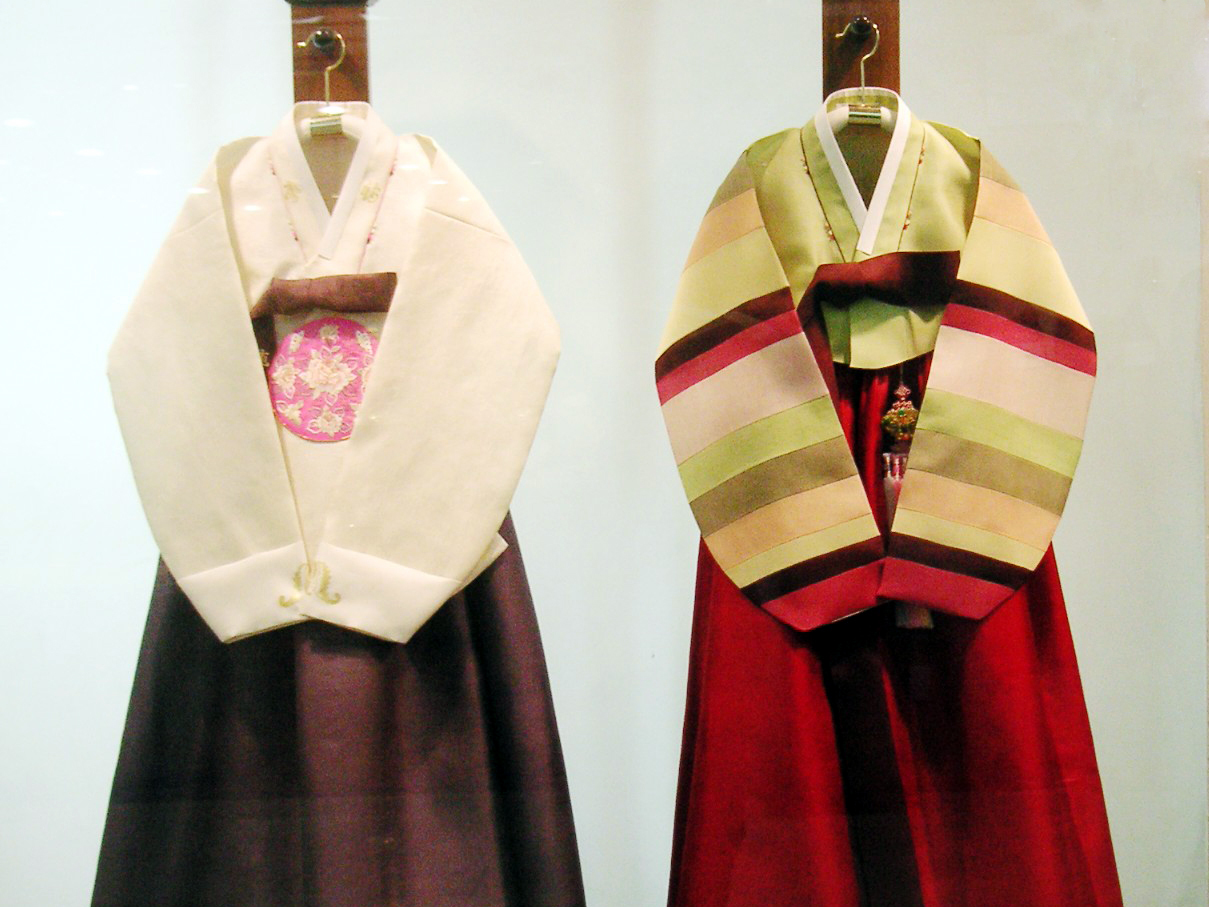
Deux types de hanbok feminins
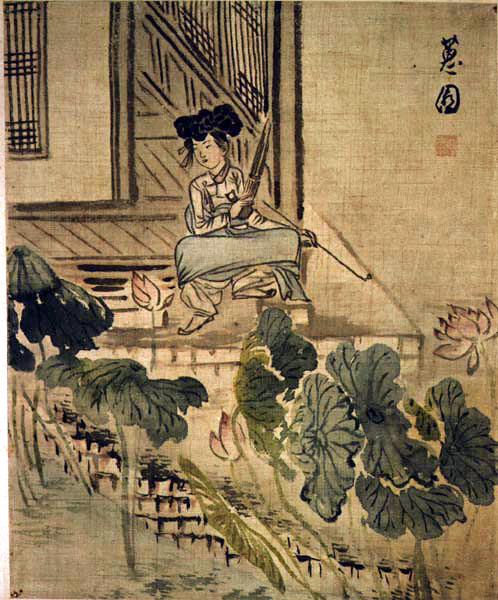
Une femme au jardin de lotus (Gisaeng tenant un saenghwang et une pipe). H 29cm. Sin Yun-bok (v.1758-ap.1813). Musée national de Corée
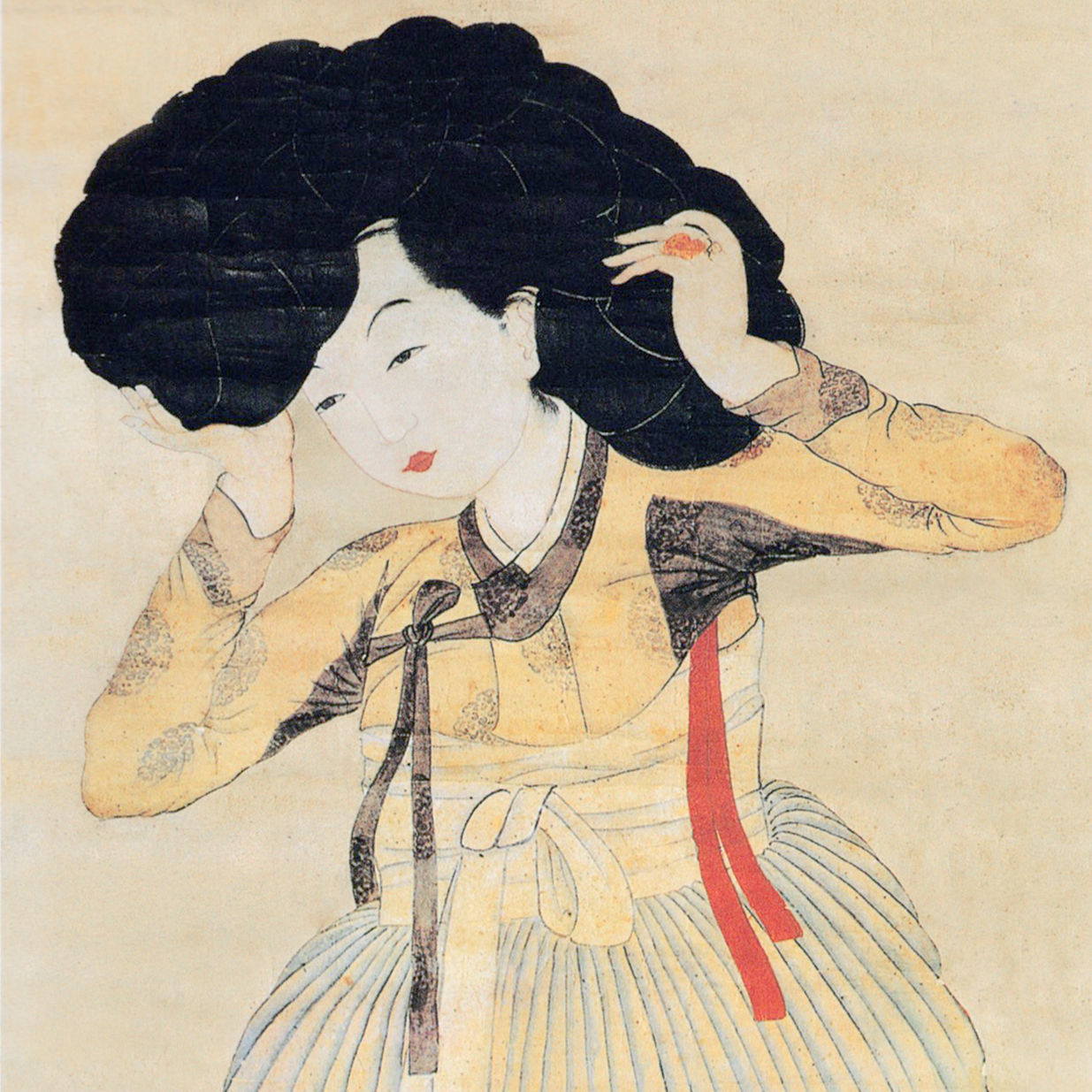
Miindo [Une beauté]. Peinture sur papier, XIXe siècle. Fondation Gansong, Séoul. Elle porte une gache.
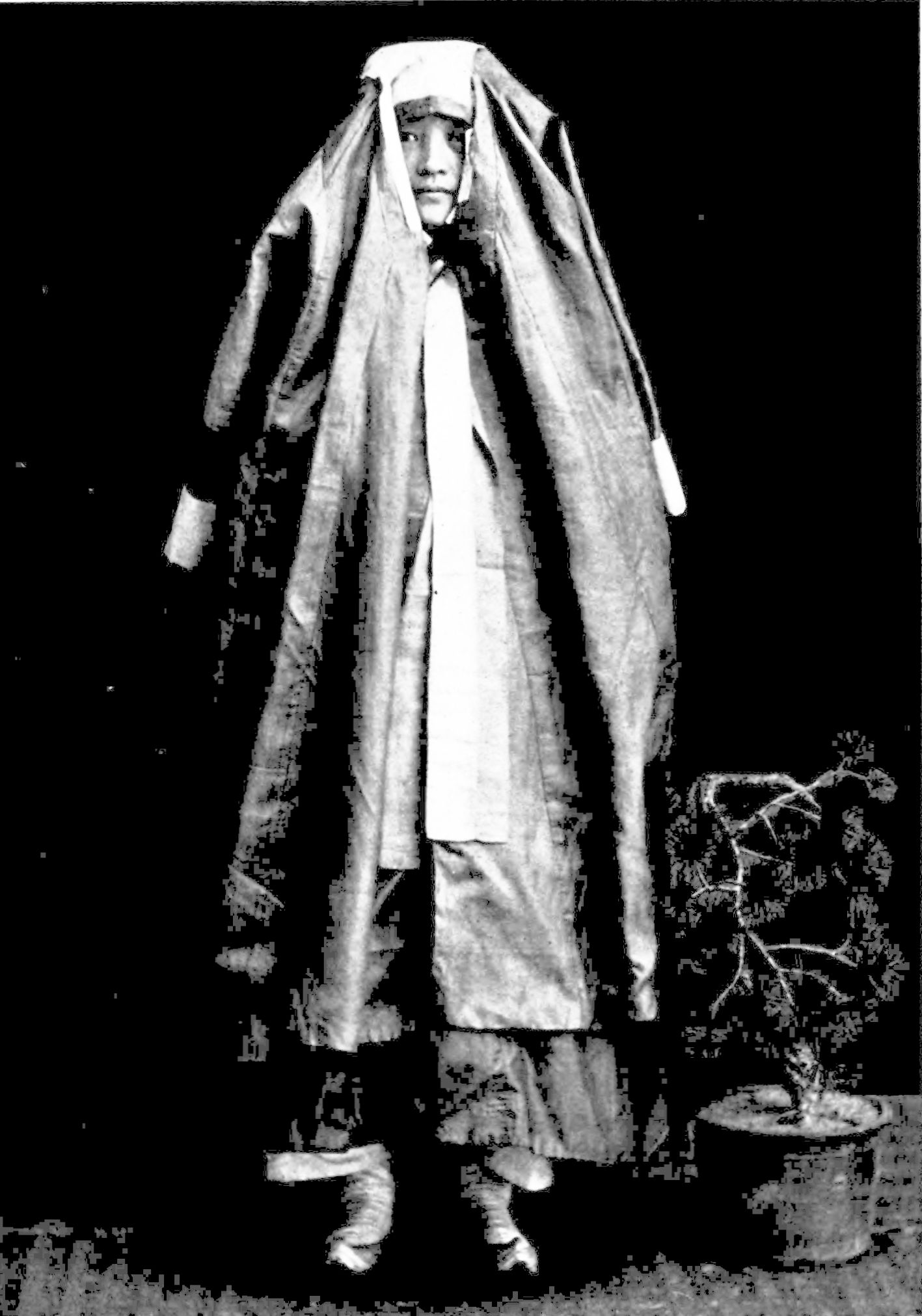
Vêtement « correct » (ch'ŏne) pour une femme circulant dans l'espace public à la fin de la période Joseon.
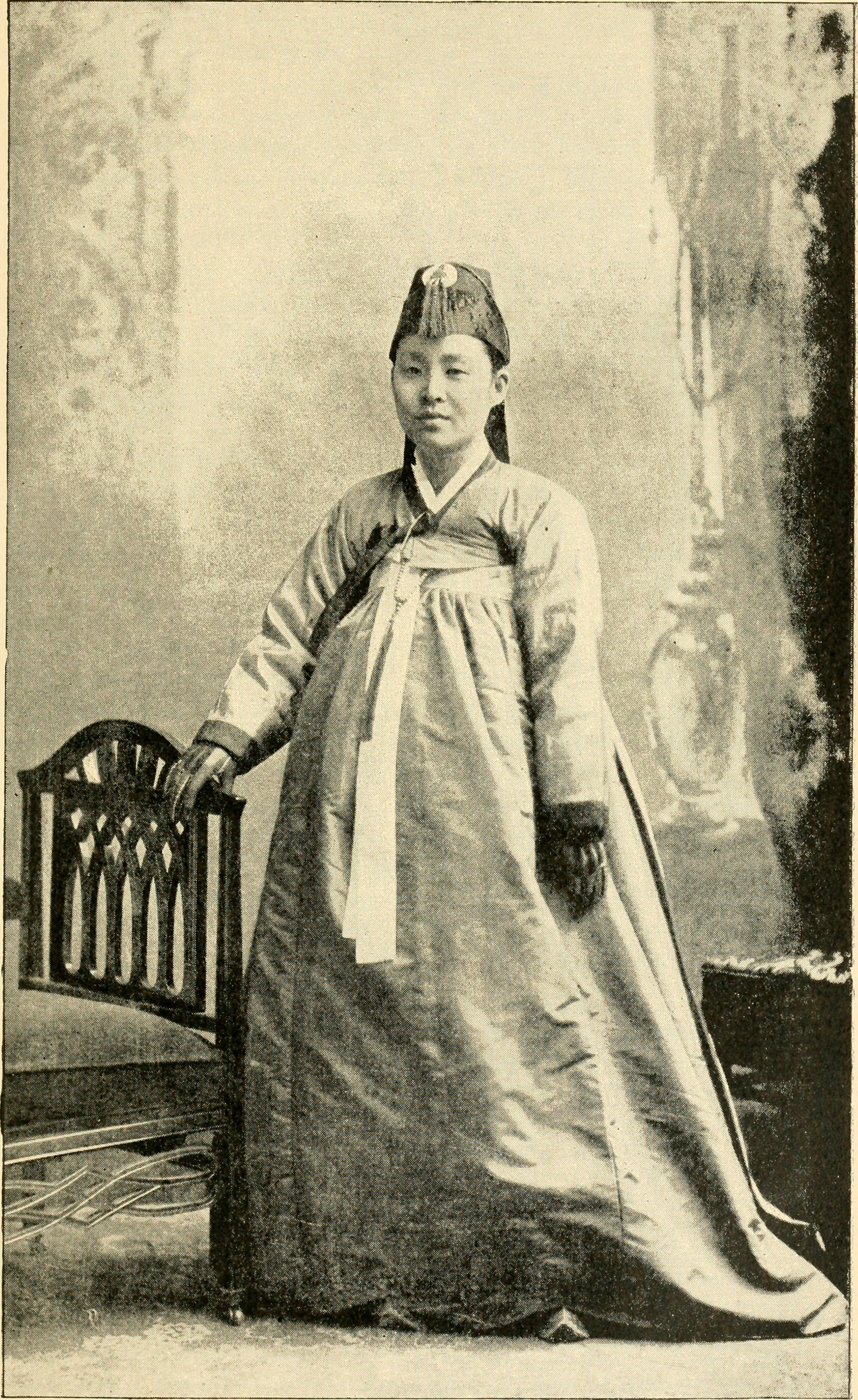
Une coréenne d'une famille aisée en 1846.
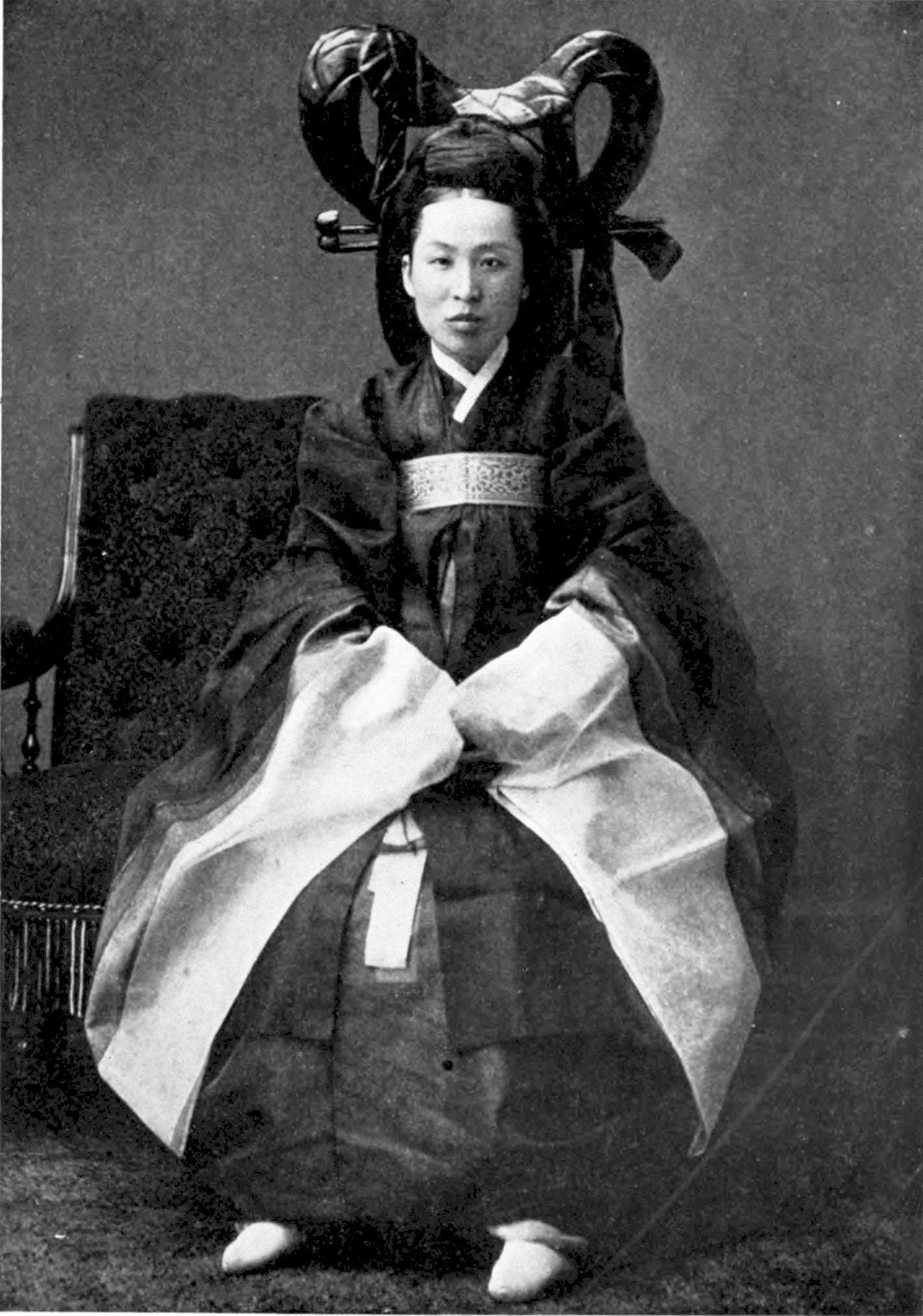
Portrait officiel de la reine Min, Myeongseong de Corée, vers 1890.
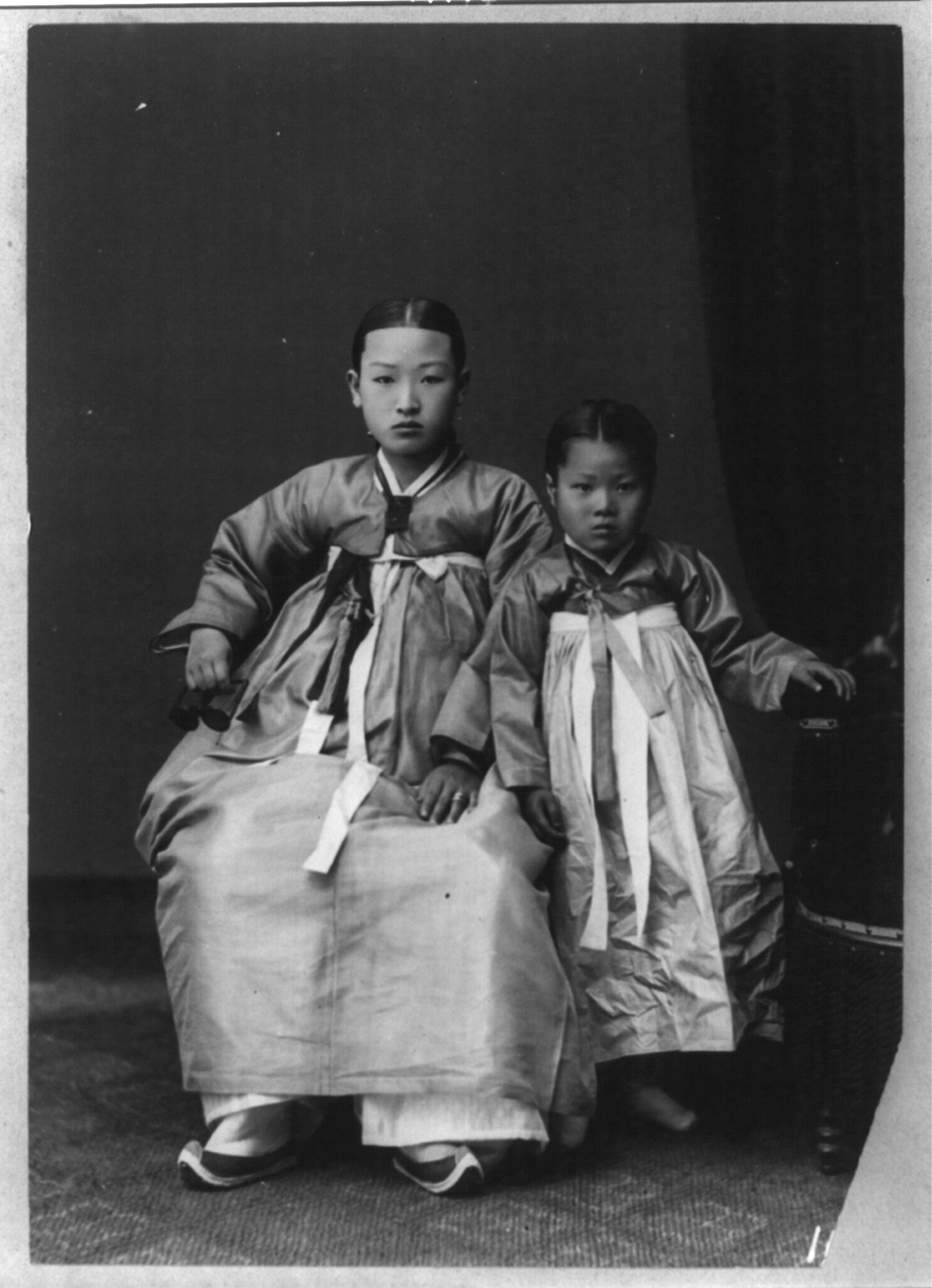
Une coréenne et sa fille, entre 1910 et 1920.
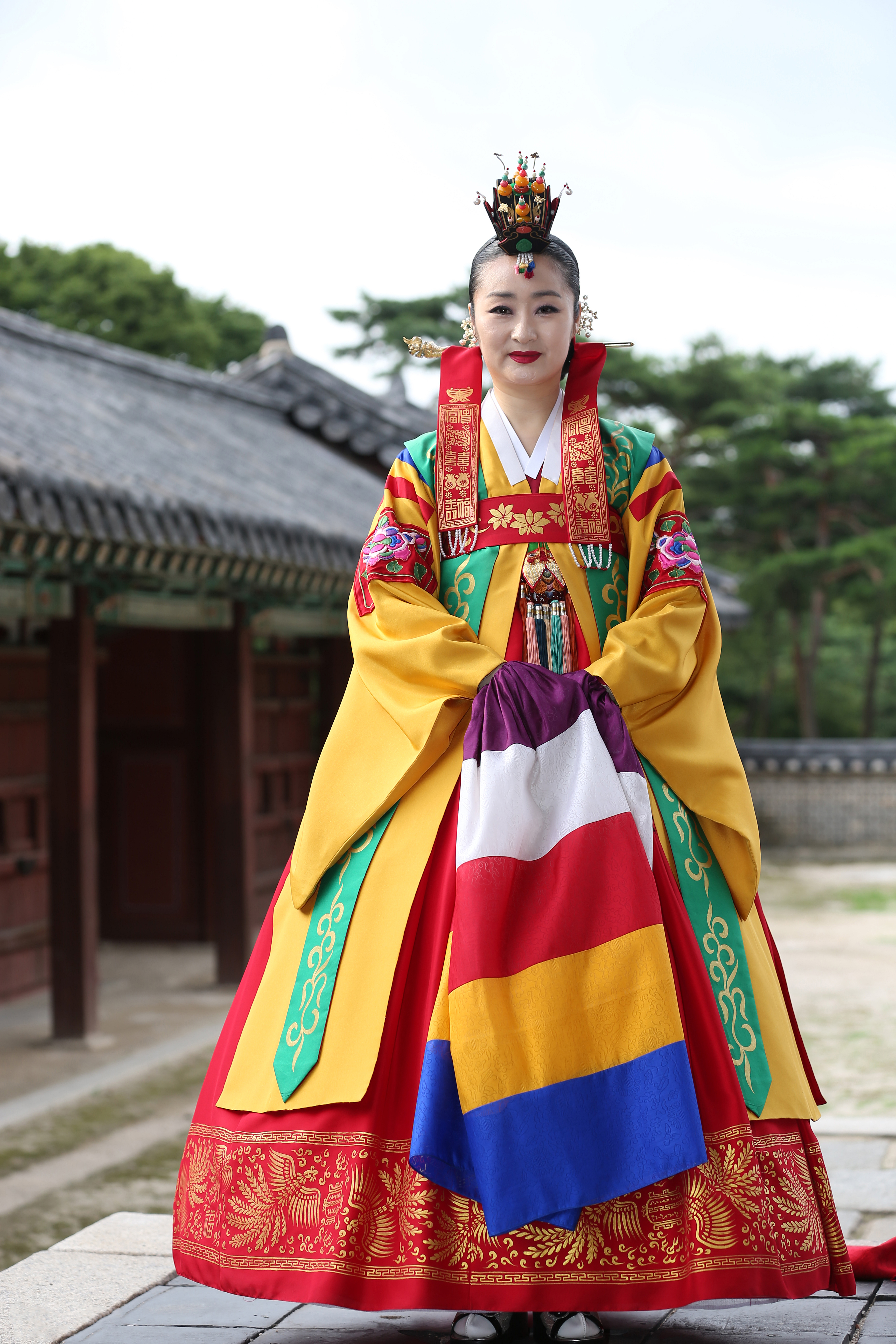
Costume d'apparat, représentation au Palais royal Changgyeonggung. 2013
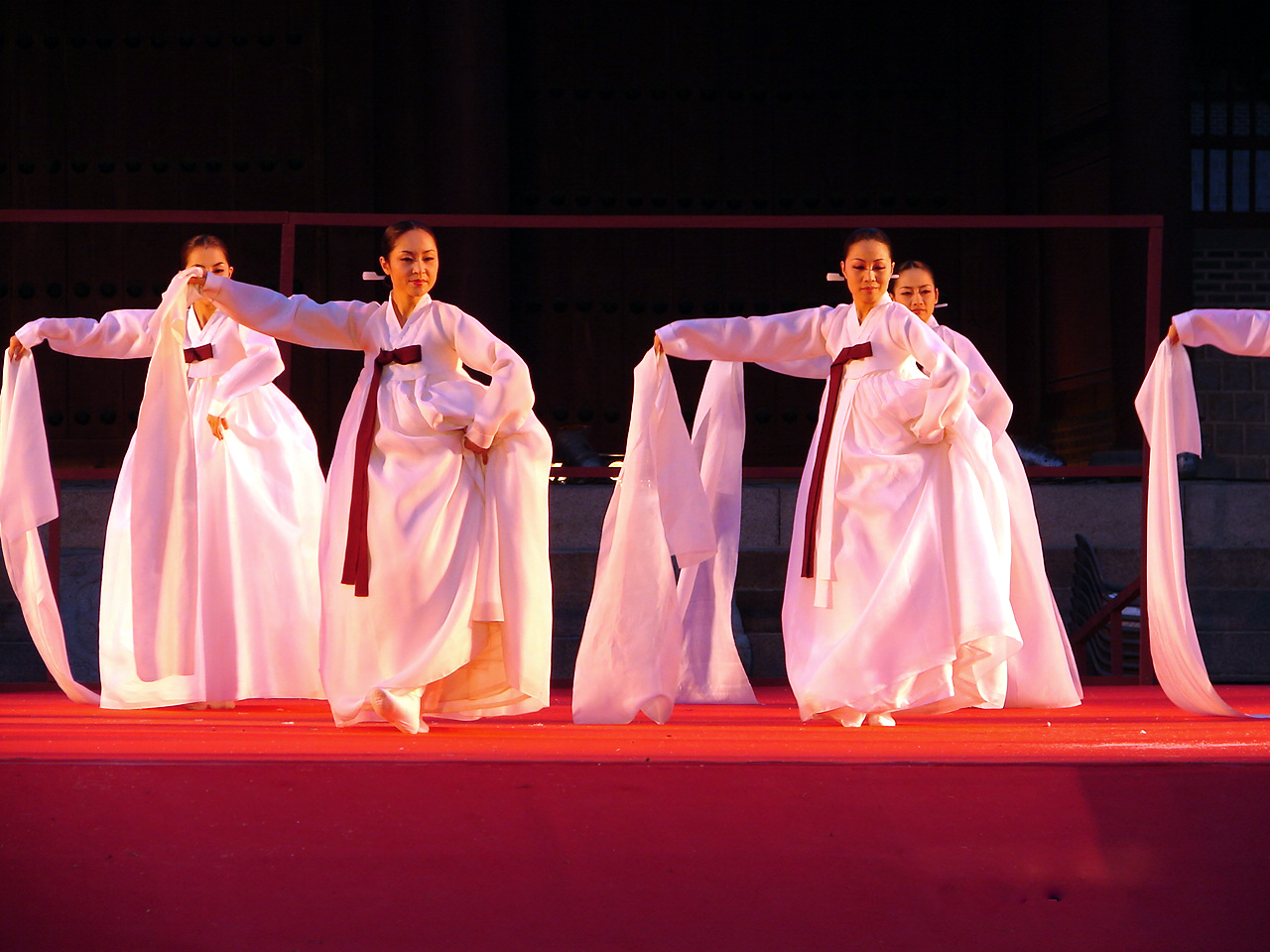
Danse folklorique pour chasser les mauvais esprits. Hi Seoul Festival. 2006

Le « chima-jeogori » est l'ensemble composant le hanbok féminin, « chima »' étant le mot coréen pour la jupe et «jeogori » pour veste.

La jeogori
La « jeogori » compose la partie supérieure du hanbok, plutôt courte, elle tient lieu de veste et est caractérisée par ses décorations souvent délicates et ses formes arrondies. La plupart des « jeogori » comportent deux longs rubans ayant pour but de maintenir le vêtement fermé. Ils sont noués au niveau du sternum et forment un nœud appelé « otgoreum ». Le reste du ruban est ensuite laissé pendre verticalement devant la « chima ». L' « otgoreum » est un des critères essentiels déterminant la beauté d'un hanbok et sa sophistication.
Dongjeong
 Le « dongjeong » désigne le col blanc attaché à l’encolure.  Il contraste avec les couleurs du reste de l'ensemble et a pour but de mettre en valeur le cou.
Baerae
Les « baerae » désignent les lignes encerclant la partie inférieure des manches de la « jeogori »  ou de la « magoja » (veste pouvant être portée par-dessus la « jeogori »).
Chima
La « Chima » est la jupe du costume. Il en existe plusieurs sortes : celles qui se composent d’un simple tissu, celles qui sont doubles et enfin celles qui sont matelassées. La « pul-chima » est fendue à l'arrière, alors que la « tong-chima » ne l'est pas. La « chima », qu'importe sa forme, est marquée de plis sur toute la longueur dont le but est d'accentuer l'élégance de l'ensemble.
Beoseon
Les « beoseon » désignent la paire de chaussettes portées par les hommes comme par les femmes.
Motifs
Les critères déterminant la beauté d'un hanbok sont ses motifs, ses lignes et sa combinaison de couleurs, le tout devant donner une impression de fraîcheur et d'élégance à l'ensemble.

### Hommes

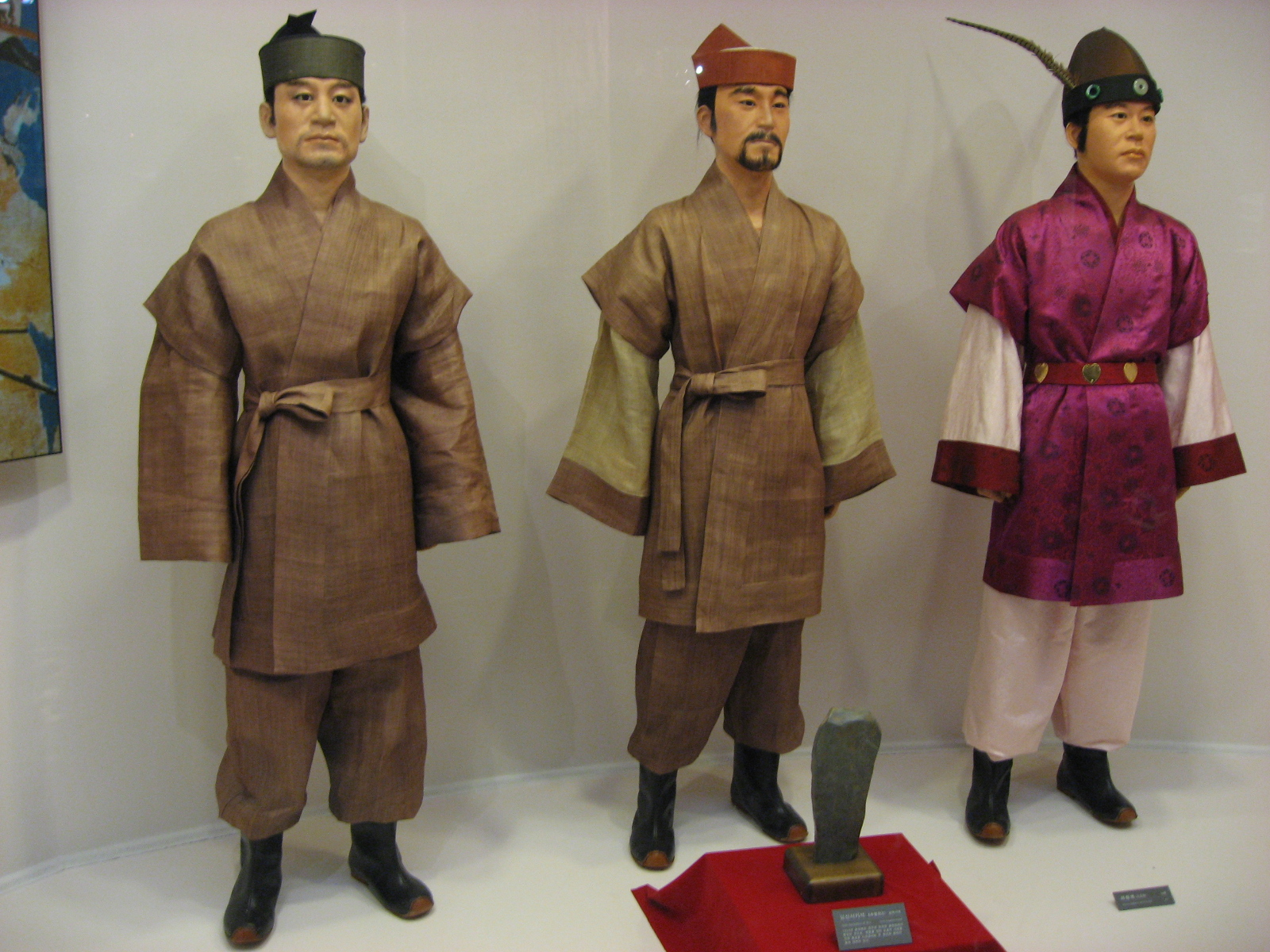
Hanbok porté durant la période des Trois Royaumes
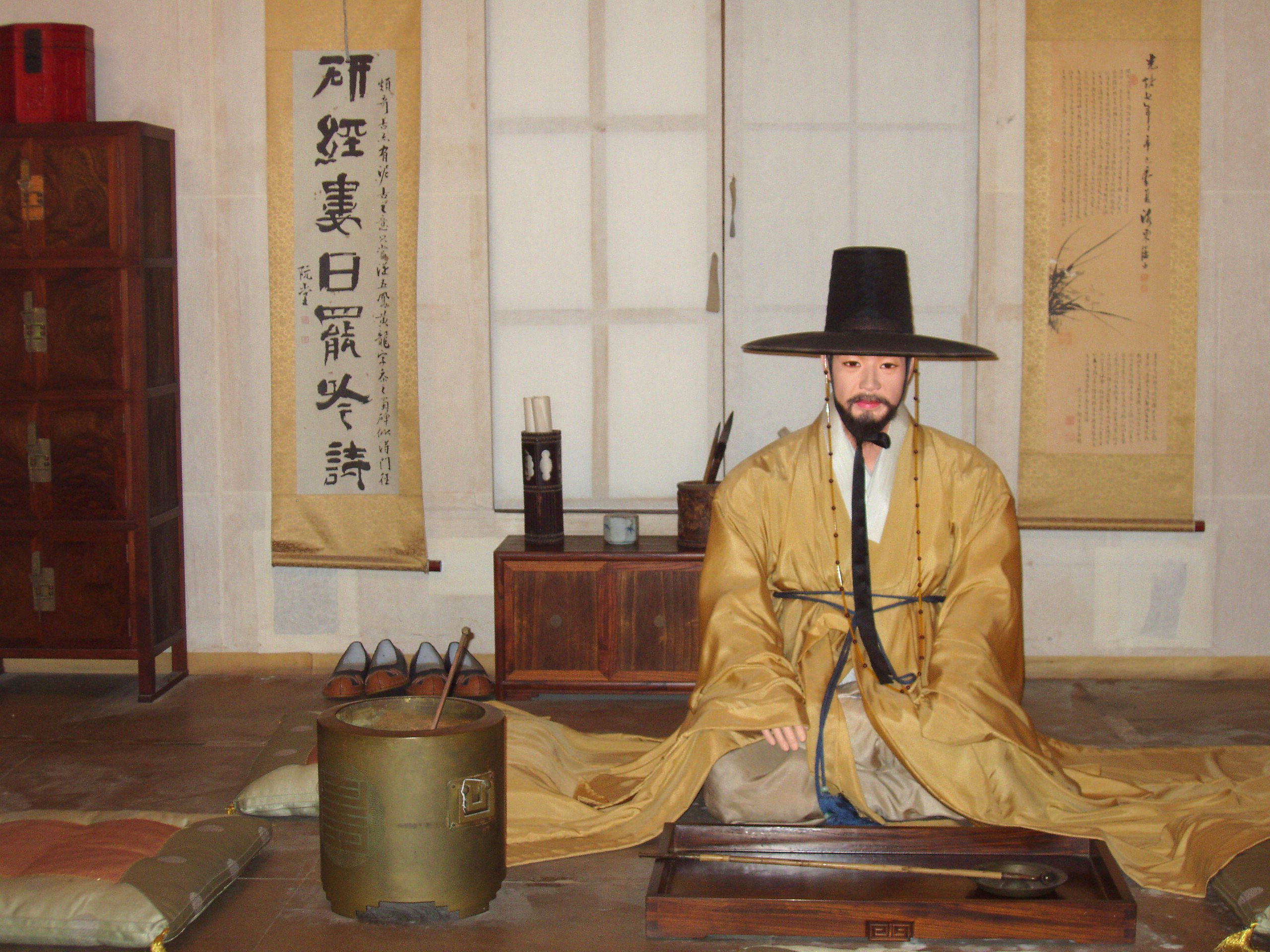
Dopo (manteau) et gat (chapeau) du hanbok
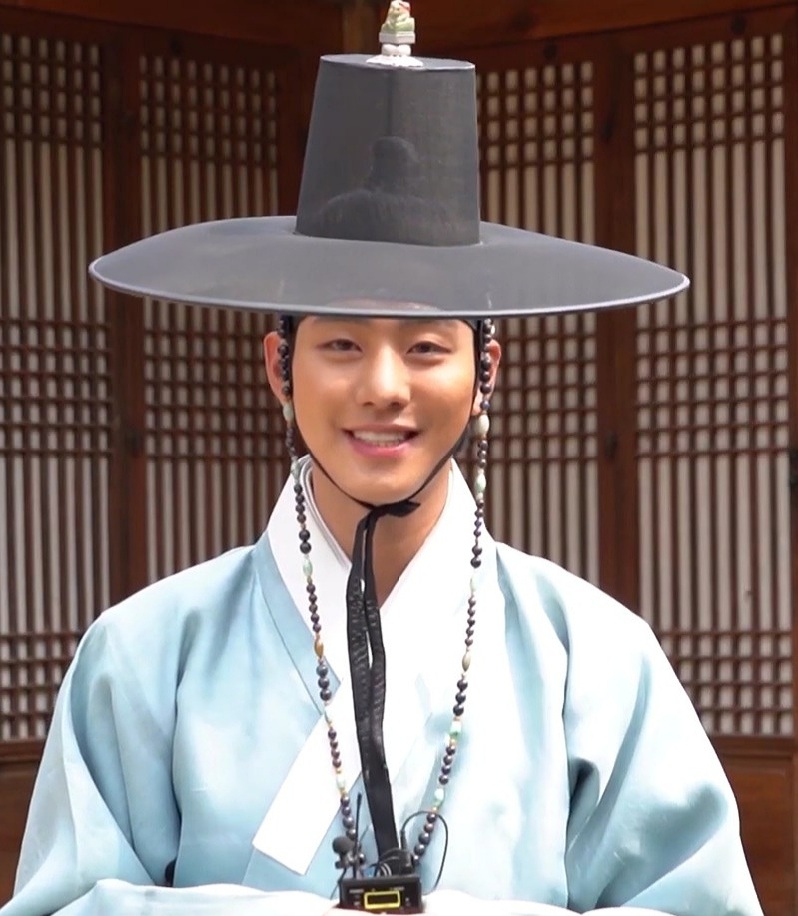
L'acteur Ahn Hyo-seop dans Lovers Of The Red Sky (en) (2021)
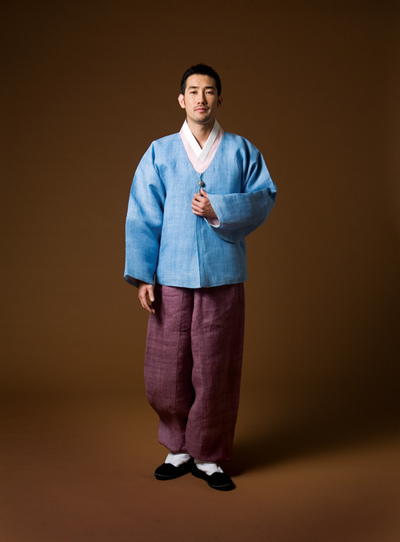
Hanbok (ensemble), magoja (veste) and baji (pantalon)
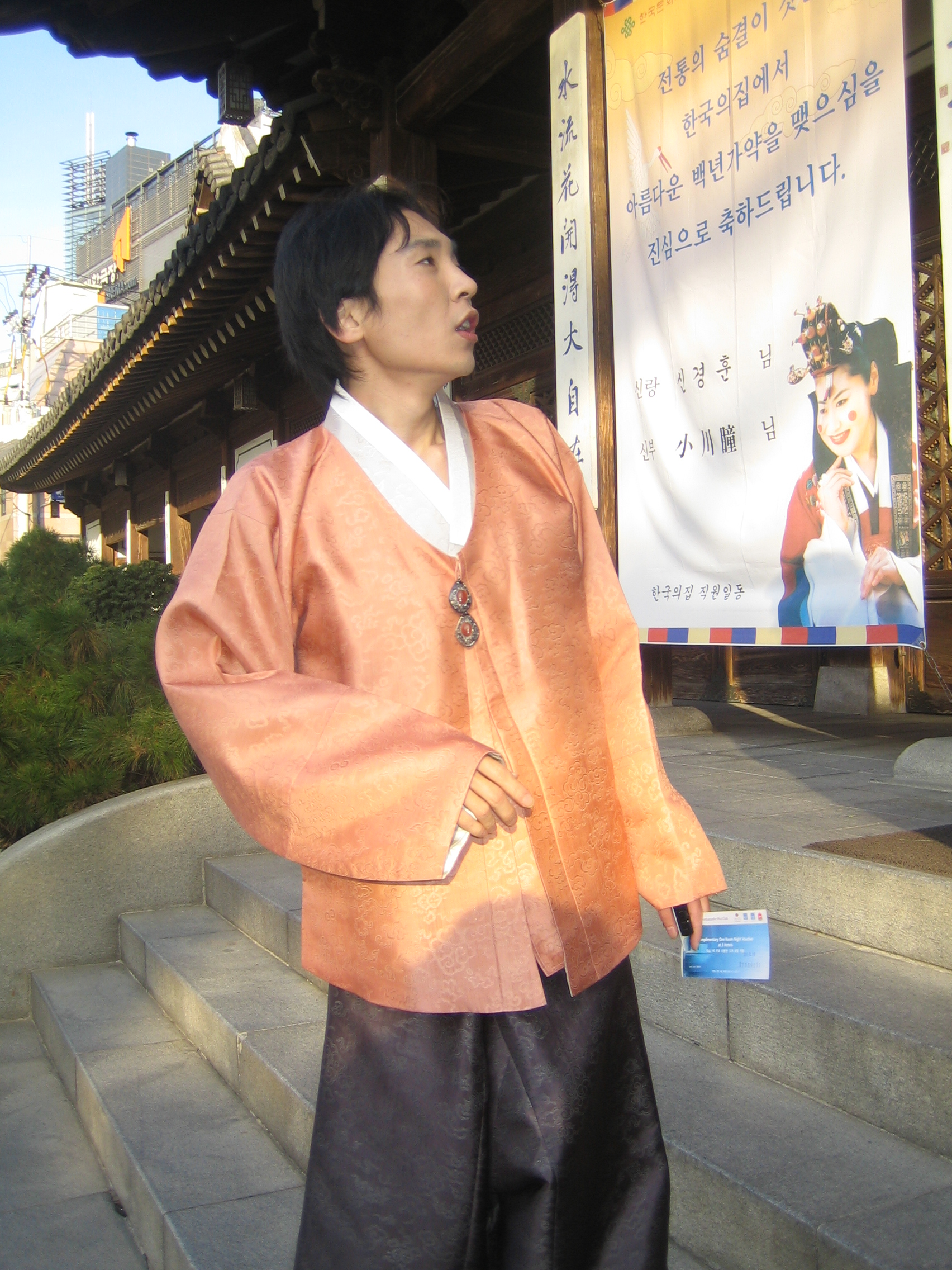
Idem en 2006
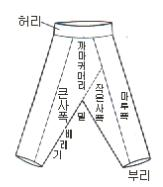
Baji

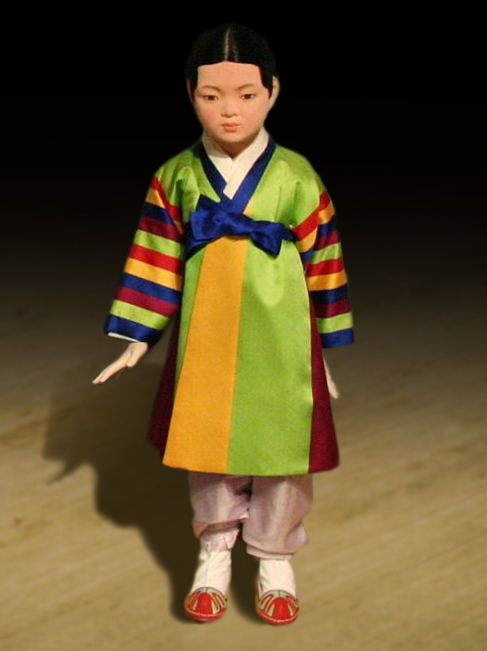
Durumagi et kkotsin

Le hanbok pour homme se compose d’une veste courte (magoja) et d’un pantalon, appelé « baji », ample, mais attaché aux chevilles. Ces deux ensembles peuvent se porter avec un long manteau de coupe unisexe, appelé « durumagi ».
Gat
C'est le chapeau traditionnellement porté avec le hanbok masculin.
Durumagi
Le « durumagi » est un manteau traditionnel porté pour les occasions spéciales, il couvre la veste et le pantalon traditionnel. 
Baji
Le « baji » désigne la partie inférieure du hanbok pour homme. Comparé à la coupe d’un pantalon occidental, il est beaucoup plus ample. La largeur du « baji » est due au fait qu’il a été conçu pour faciliter la position assise au sol souvent utilisée en Asie.
Kkotsin
Les « kkotsin » désignent les chaussures de soie portées par les hommes, elles sont souvent décorées de broderies, principalement des motifs floraux. Les « kkotsin » ont pour rôle de compléter l'ensemble et de le rendre plus élégant. 
Beoseon
Les « beoseon » désignent la paire de chaussettes portées par les hommes comme par les femmes. On peut néanmoins distinguer celle des hommes par leurs coutures plus droites que celles des femmes.
Dopo
Le « dopo », une longue veste qui descendait jusqu’aux pieds généralement de teinte claire, a été porté depuis l'époque Joseon du XVIe siècle.

### Costume royal et aristocratique
Le «gungjung boksik » désigne le costume royal de l'époque Joseon porté par la famille royale, les « sanggung » (les courtisanes) et les « naegwan » (les conseillers du Roi) lors de cérémonies ou d'événements importants. Leurs ensembles étaient luxueux, élégants et de fabrication complexe et avaient pour but de les démarquer des  aristocrates et des fonctionnaires de haut rang, ainsi que d'afficher leur richesse et leur pouvoir.
Les aristocrates, appelés « yangban », affichaient leur statut social par un hanbok de couleurs claires, en soie, unie ou à motifs durant l'hiver et un hanbok en toile de ramie ou en tissu très léger pour l'été.
D'autres vêtements d'exceptions étaient portés soit à la cour, soit à l'occasion de certains évènements. Le wonsam vert, vêtement de mariage pour les femmes du commun était considérablement enrichi et d'une autre couleur pour les femmes de la cour à l'époque  Joseon.

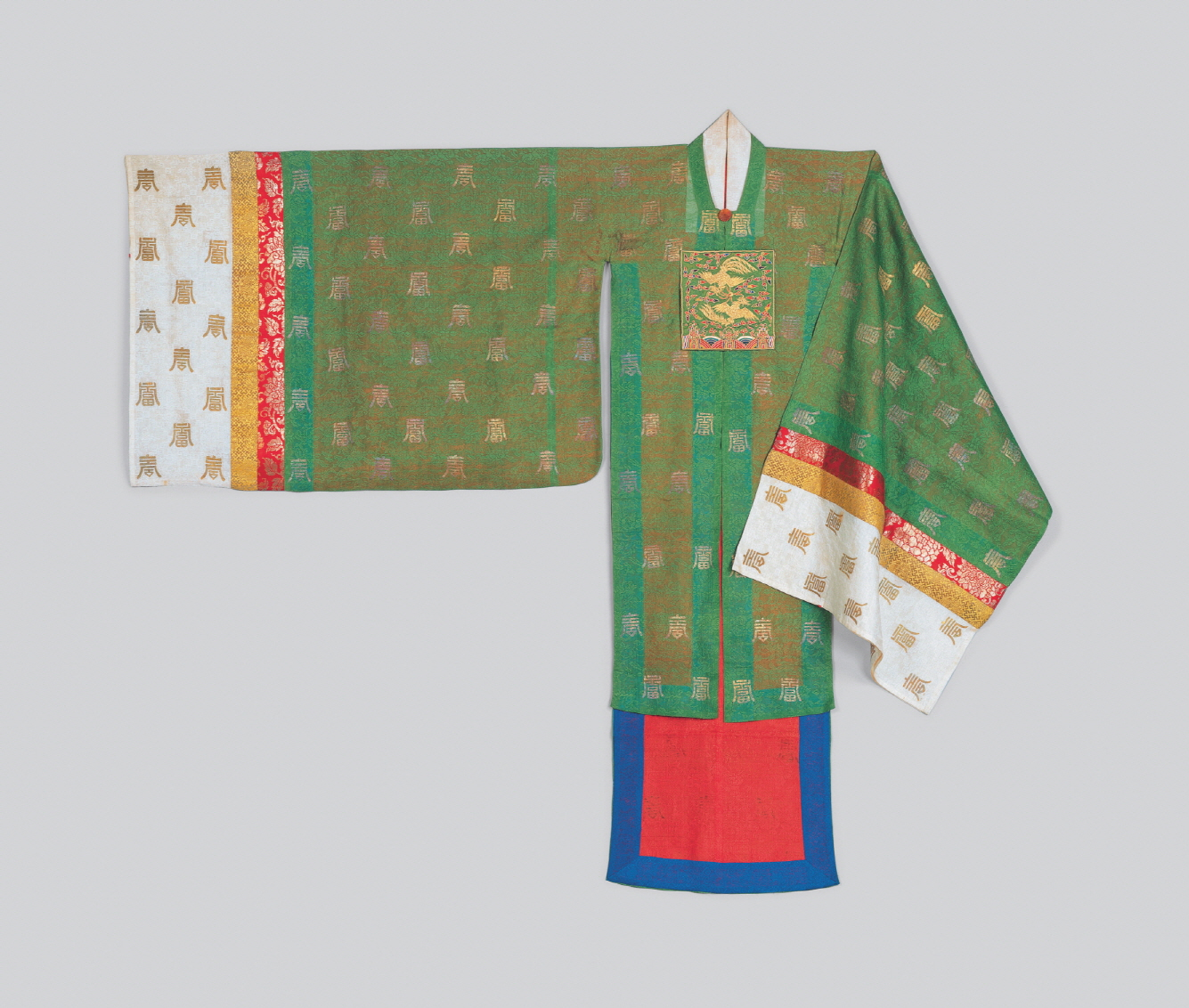
Wonsam vert, vêtement de mariage à l'époque Joseon.
Ewha Womans University Museum

### Costume quotidien
Durant la période Joseon, le peuple était restreint à la fois par la loi mais aussi par les moyens financiers à porter un hanbok en chanvre décoloré ou en coton, et n'était autorisé qu'à porter du noir, du blanc et des couleurs discrètes uniquement, telles que le rose clair, le vert clair, le gris…,

## Hanbok contemporain

### Occasions particulières de le porter
Bien qu'il ne soit plus porté quotidiennement de nos jours, les Coréens portent le hanbok en de nombreuses occasions, soit comme signe de respect envers leurs pairs, soit pour commémorer certaines traditions.
Myeongjeol hanbok
Au nouvel an (Seollal), les Coréens doivent, selon la tradition, exprimer leur respect envers leurs parents en se prosternant devant eux. Lors de ce rituel, les parents et les enfants portent des hanbok.  Le hanbok pour enfant se compose généralement d’une « jeogori » (veste) aux manches couleur arc-en-ciel et d’une « chima » (jupe) pour les filles ou d’un « baji » (pantalon) pour les garçons.
Dol hanbok
Le premier anniversaire d’un enfant, appelé « dol », est traditionnellement fêté afin de lui souhaiter la longévité et la santé. Les enfants sont vêtus du « dol hanbok » ou du « dol ot » pour ce jour de fête. Les garçons portent généralement une « jeogori » (veste) rosâtre avec de longs « goreum » (rubans) bleus tandis que les filles portent une « jeogori » à manches couleur arc-en-ciel.
Hoegabyeon hanbok
Les enfants doivent organiser une fête pour les 61 ans de leurs parents dans le but de leur souhaiter longévité et santé. La « hoegabyeon » est la fête organisée par les enfants pour fêter le 61e anniversaire de leurs parents et ainsi leur souhaiter la longévité. En l'honneur de cette fête, les enfants et les parents portent le hanbok.
Hollyebok

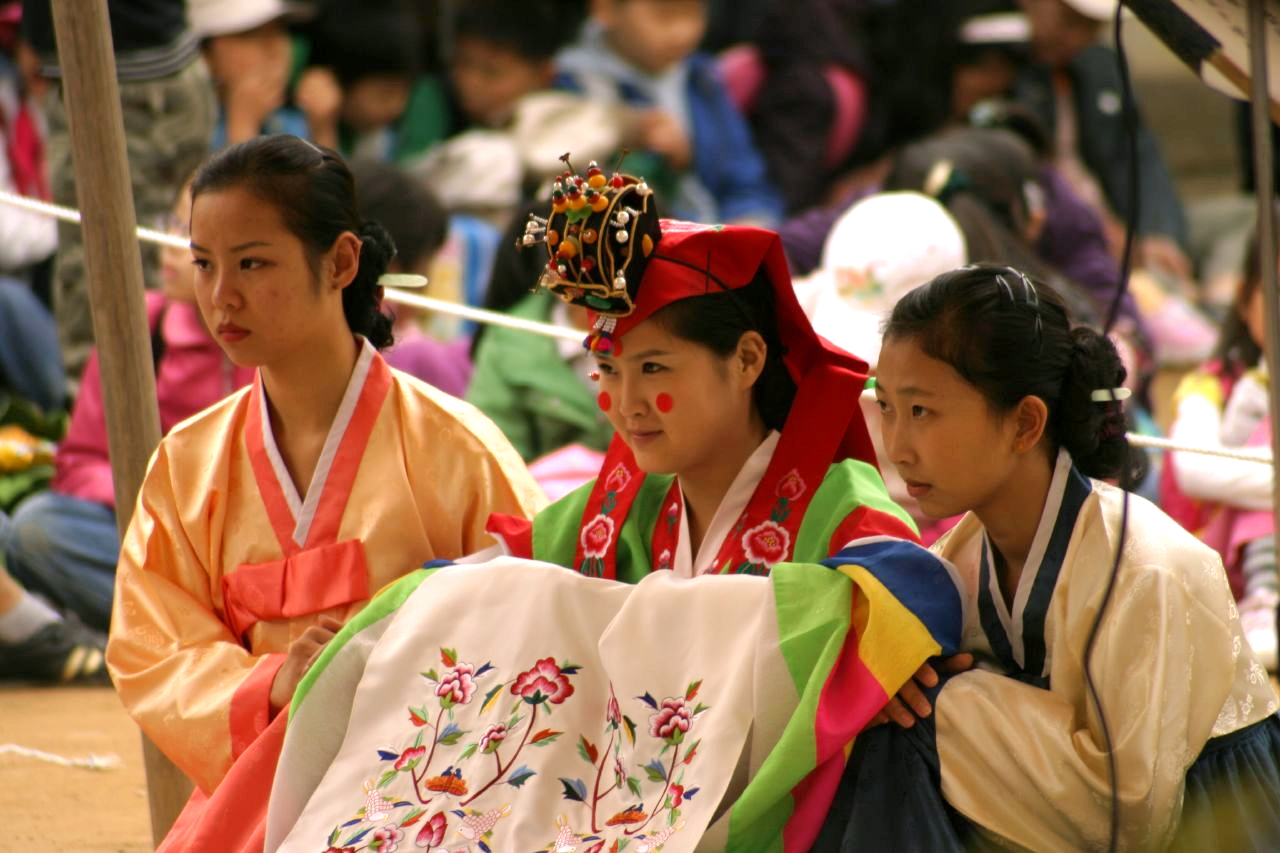
Mariée en costume traditionnel (2007).

C'est le hanbok réservé au mariage. Il est très traditionnel et possède beaucoup d'ornements et de broderies contrairement au hanbok qui est porté au quotidien. Le nouveau marié porte un « baji », une « jeogori », un gilet, une « magoja » et un « durumagi » . La nouvelle mariée porte une « chima »  verte, une « jeogori » jaune et un « wonsam » (long manteau pour nouvelles mariées). Elle est coiffée avec un ensemble d’ornements pour les cheveux appelé « jokduri ».
Saenghwal hanbok
Le port d’un hanbok traditionnel suit des règles complexes et demande une attention de chaque instant. C’est pour ces raisons que des versions simplifiées, modernisées, et plus pratiques de hanbok ont été introduites dans la vie quotidienne. De plus en plus de Coréens se démarquent en portant un costume qui combine la beauté traditionnelle et la simplicité moderne,.

### Caractéristiques du hanbok contemporain
Le hanbok s'est démocratisé à la fin de la fameuse période Joseon même si de nos jours il est très peu porté. Il faut savoir que cet habit était porté quotidiennement jusque dans les années 1960. Depuis, ce vêtement est devenu peu pratique pour la vie de tous les jours. La rareté de ce costume a fait de lui une pièce assez chère s'il est fait de matériaux nobles. C'est la raison pour laquelle les Coréens ne le portent qu'à de rares occasions telles que Chuseok. On peut d'ailleurs reconnaître la nature d'un événement à la couleur et la forme des hanboks que les habitants portent. Il existe néanmoins une forme simplifié et moins chère du hanbok. Celle-ci est composée d'une veste et d'un pantalon bouffant d'une matière assez épaisse comme le coton. Depuis une vingtaine d'années, de plus en plus de Coréens souhaitent affirmer leur personnalité et se distinguer en portant un hanbok contemporain de façon à combiner la tradition et la modernité. Ainsi le hanbok est décliné dans tous les styles et tissus possibles,.
Les hanboks modernes se déclinent cependant régulièrement dans la mode Coréenne avec des marques comme Leesle qui usent de l'influence traditionnelle pour créer des designs modernes pour hommes et femmes. Le Hanbok dans la mode n'est pas seulement populaire en Corée mais également dans le monde entier, apparaissant dans des magazines tels que Vogue ou le Harper's Bazaar qui y font régulièrement référence dans leurs publications.

### Le hanbok et l'art
Le hanbok est peu à peu devenu un phénomène de mode qui se traduit par de nombreuses apparitions dans des magazines de mode (Vogue notamment) ainsi que dans des défilés de haute couture. Certains créateurs tels que Andre Kim et Lee Young-hee ont remis le hanbok aux goûts du jour en développant un style plus sophistiqué et élégant qui serait susceptible de plaire aux Occidentaux. Les étrangers apprécient particulièrement cet habit grâce à ses couleurs vibrantes et ses lignes épurées, inspirées de la dynastie Joseon.